# Italia (imbarcazione)
Italia, I-7, è stata un'imbarcazione italiana che ha partecipato alla sfida di Coppa America nel 1987. Italia 2, I-9, è arrivata in Australia dopo I-7 ed è stata utilizzata come barca test e per gli allenamenti.
Il suo skipper è stato Aldo Migliaccio, il timoniere Tommaso Chieffi. Gli altri componenti dell'equipaggio erano Flavio Scala, Enrico Chieffi e Albino Fravezzi.
L'imbarcazione si presentò come rappresentante dello Yacht Club Italiano, con il patrocinio della famiglia Gucci. Il progetto venne affidato allo studio Giorgetti e Magrini; furono costruiti due scafi, il primo presso il Cantiere Baglietto mentre il secondo alla Leghe Leggere YACHTS di Fano come joint-project insieme a INTERMARINE e Aermacchi.
Il consorzio Italia raggiunse il settimo posto nella Louis Vuitton Cup del 1987.